# Jozef Čapkovič
Jozef Čapkovič (Bratislava, 11 gennaio 1948) è un ex calciatore cecoslovacco, di ruolo difensore.
Il fratello gemello Ján, fu anch'egli un calciatore. Campione europeo con la Cecoslovacchia nel 1976.

## Carriera

### Club
Dopo aver iniziato nell'Inter Bratislava, passò nel 1969 allo Slovan Bratislava, dove raggiunse il fratello. In dieci anni di militanza con lo Slovan, vinse due campionati cecoslovacchi ed una coppa nazionale. Terminò di giocare nel 1979, tre anni prima del fratello gemello.

### Nazionale
Con la Cecoslovacchia vanta 16 presenze. Debuttò nel 1974 contro la Germania Est e partecipò al vittorioso campionato d'Europa 1976.

## Palmarès

### Giocatore

#### Club

##### Competizioni nazionali
- Campionato cecoslovacco: 3

Slovan Bratislava: 1969-1970, 1973-1974, 1974-1975
- Coppa di Cecoslovacchia: 2

Slovan Bratislava: 1967-1968, 1973-1974

##### Competizioni internazionali
- Coppa delle Coppe: 1

Slovan Bratislava: 1968-1969
- Coppa Piano Karl Rappan: 5

Slovan Bratislava: 1970, 1972, 1973, 1974, 1977

#### Nazionale
- Campionato d'Europa: 1

Jugoslavia 1976